# Katholieke Kerk in Portugal

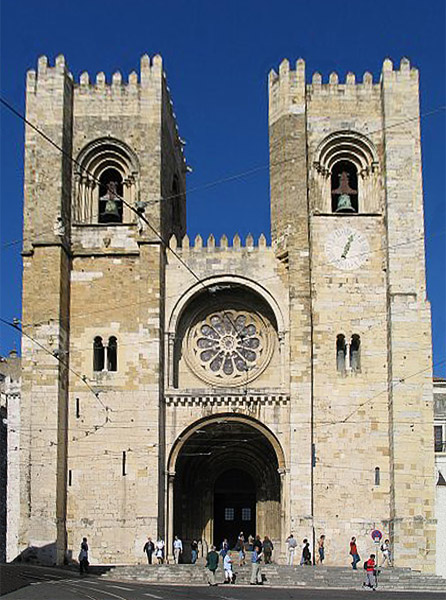
Kathedraal van Lissabon, zetel van de patriarch

Kerkprovincies (kleur) met bisdommen (licht) en aartsbisdommen (donker) in Portugal

De Katholieke Kerk in Portugal maakt deel uit van de wereldwijde Katholieke Kerk, onder het leiderschap van de paus en de Curie.
De bevolking van Portugal behoort formeel vrijwel in haar geheel tot de Katholieke Kerk (94%). Er zijn drie aartsbisdommen, namelijk Braga, Évora en Lissabon, met respectievelijk acht, twee en acht bisdommen. Het aartsbisdom Braga is het oudste van de drie en zijn verleden gaat terug tot de Romeinse provincie Gallaecia, waarvan Braga de hoofdplaats was. In de 12e eeuw werd het bisdom Braga, het enige bisdom van Portugal, verheven tot aartsbisdom. De aartsbisschop van Braga was steeds de primaat van Portugal, en is dit ook vandaag. Tijdens de Middeleeuwen bestond er in het aartsbisdom Braga een variant van de Romeinse ritus: de ritus van Braga. Lissabon is sedert 1716 zetel van een titulair patriarch, die sinds 1736 ook kardinaal is.
Portugal kent een uitgebreide Mariaverering en het bekende bedevaartsoord Fátima dat aan Maria gewijd is, ligt in Centraal-Portugal.
De Heiligen Antonius van Padua, Franciscus Borgia, Gabriël, Joris (Georgius), João de Britto en Vincentius van Zaragoza zijn de patroonheiligen van Portugal.
Het apostolisch nuntiusschap voor Portugal is sinds 23 mei 2025 vacant.

## Kerkprovincies en bisdommen
1. Kerkprovincie Braga: Aartsbisdom Braga, Bisdom Aveiro, Bisdom Bragança-Miranda, Bisdom Coimbra, Bisdom Lamego, Bisdom Porto, Bisdom Viana do Castelo, Bisdom Vila Real, Bisdom Viseu
2. Kerkprovincie Evora: Aartsbisdom Evora, Bisdom Beja, Bisdom Faro
3. Kerkprovincie Lissabon: Patriarchaat Lissabon, Bisdom Angra, Bisdom Funchal, Bisdom Guarda, Bisdom Leiria-Fátima, Bisdom Portalegre-Castelo Branco, Bisdom Santarém, Bisdom Setúbal
4. Overig: Militair ordinariaat